# Amos Davis
Amos Davis (* 15. August 1794 in Mount Sterling, Montgomery County, Kentucky; † 11. Juni 1835 in Owingsville, Kentucky) war ein US-amerikanischer Politiker. Zwischen 1833 und 1835 vertrat er den Bundesstaat Kentucky im US-Repräsentantenhaus.

## Werdegang
Amos Davis war der ältere Bruder von Garrett Davis (1801–1872), der zwischen 1839 und 1847 Kongressabgeordneter sowie von 1861 bis 1872 US-Senator für den Staat Kentucky war. Er besuchte die Schulen seiner Heimat. Nach einem anschließenden Jurastudium und seiner Zulassung als Rechtsanwalt begann er in Mount Sterling in diesem Beruf zu arbeiten. Außerdem wurde er Sheriff im Montgomery County. Davis schlug neben seinen anderen Tätigkeiten auch eine politische Laufbahn ein. Zwischen 1819 und 1828 saß er mehrfach als Abgeordneter im Repräsentantenhaus von Kentucky. In den Jahren 1826 und 1830 kandidierte er jeweils erfolglos für den Kongress.
In den 1820er Jahren schloss sich Davis der Bewegung gegen den späteren US-Präsidenten Andrew Jackson an und wurde Mitglied der kurzlebigen National Republican Party, die Mitte der 1830er Jahre in der Whig Party aufging. Bei den Kongresswahlen des Jahres 1832 wurde er im elften Wahlbezirk von Kentucky in das US-Repräsentantenhaus in Washington, D.C. gewählt, wo er am 4. März 1833 die Nachfolge von Albert Gallatin Hawes antrat. Bis zum 3. März 1835 absolvierte Davis eine Legislaturperiode im Kongress. Seit dem Amtsantritt von Präsident Jackson im Jahr 1829 wurde innerhalb und außerhalb des Kongresses heftig über dessen Politik diskutiert. Dabei ging es um die umstrittene Durchsetzung des Indian Removal Act, den Konflikt mit dem Staat South Carolina, der in der Nullifikationskrise gipfelte, und die Bankenpolitik des Präsidenten.
Für die Wahlen des Jahres 1836 plante Davis eine Kandidatur zur Rückgewinnung seines 1834 an Richard French verlorenen Mandates. Er starb aber bereits im Juni 1835 bei einer frühen Wahlkampfveranstaltung in Owingsville. Amos Davis wurde in seiner Geburtsstadt Mount Sterling beigesetzt.